# انتخابات الرئاسة الكولومبية 1876
انتخابات الرئاسة الكولومبية 1876 هي الانتخابات الرئاسية التي جرت في 1876، في كولومبيا، فاز بالانتخابات أكيليو بارا.